# Ciclismo nos Jogos Olímpicos de Verão de 2016 - Omnium feminino
A prova de omnium feminino do ciclismo nos Jogos Olímpicos de Verão de 2016 foi disputada entre os dias 15 e 16 de agosto no Velódromo Municipal do Rio.

## Calendário
Horário local (UTC-3)
| Dia          | Horário | Fase                   |
| ------------ | ------- | ---------------------- |
| 15 de agosto | 10:59   | Scratch                |
| 15 de agosto | 16:30   | Perseguição individual |
| 15 de agosto | 18:17   | Corrida de eliminação  |
| 16 de agosto | 10:57   | Contra o relógio       |
| 16 de agosto | 16:10   | Flying lap             |
| 16 de agosto | 17:05   | Corrida por pontos     |

## Medalhistas
| Ouro   | GBR Laura Trott    |
| Prata  | USA Sarah Hammer   |
| Bronze | BEL Jolien D'Hoore |

## Resultados

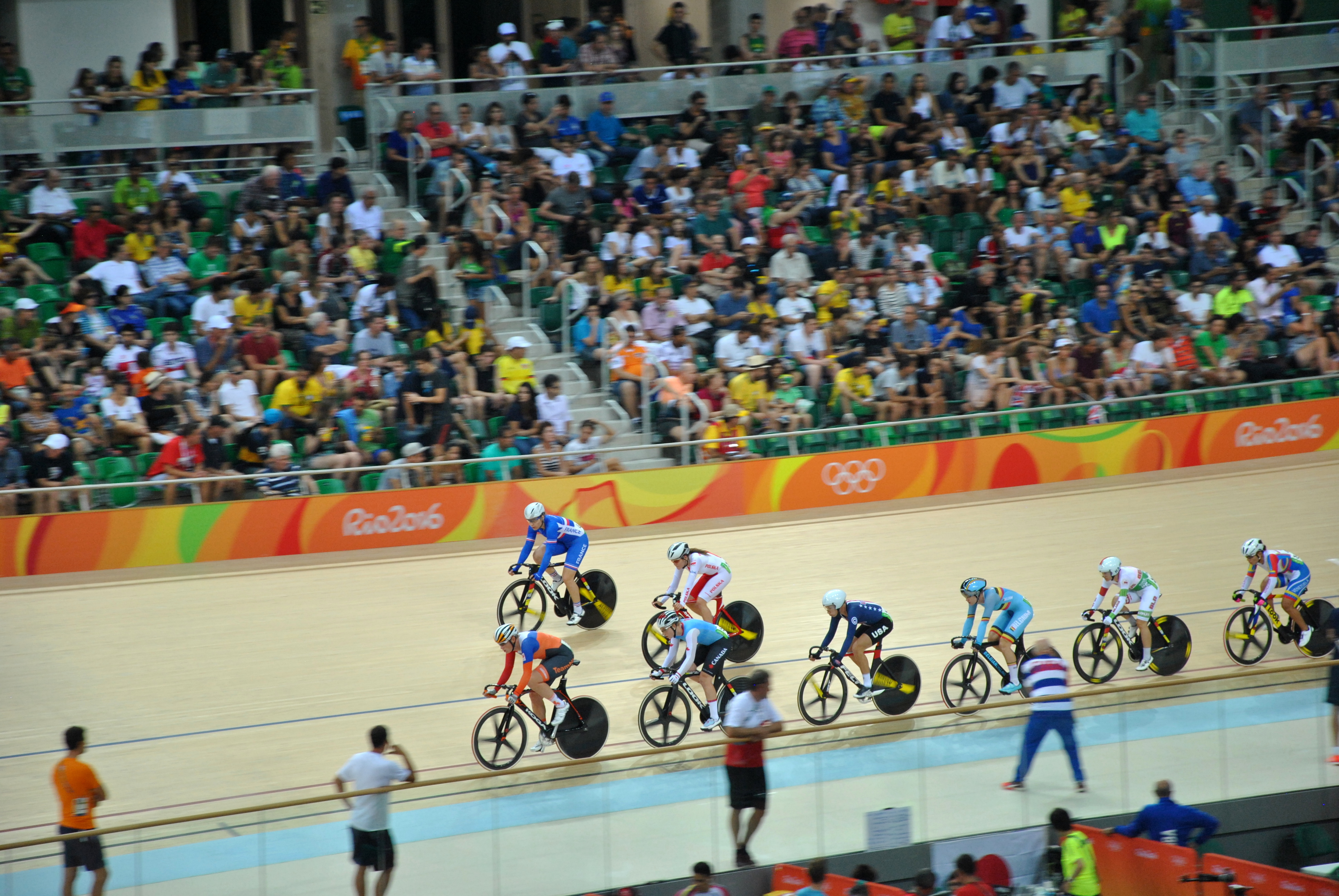
Ciclistas durante a disputa do scratch.

### Scratch
| Pos. | Ciclista               | Voltas atrás | Pontos |
| ---- | ---------------------- | ------------ | ------ |
| 1    | BLR Tatsiana Sharakova | 0            | 40     |
| 2    | GBR Laura Trott        | −1           | 38     |
| 3    | BEL Jolien D'Hoore     | −1           | 36     |
| 4    | USA Sarah Hammer       | −1           | 34     |
| 5    | NZL Lauren Ellis       | −1           | 32     |
| 6    | AUS Annette Edmondson  | −1           | 30     |
| 7    | DEN Amalie Dideriksen  | −1           | 28     |
| 8    | FRA Laurie Berthon     | −1           | 26     |
| 9    | NED Kirsten Wild       | −1           | 24     |
| 10   | POL Daria Pikulik      | −1           | 22     |
| 11   | HKG Diao Xiaojuan      | −1           | 20     |
| 12   | CUB Marlies Mejias     | −1           | 18     |
| 13   | TPE Hsiao Mei-yu       | −1           | 16     |
| 14   | CAN Allison Beveridge  | −1           | 14     |
| 15   | CHN Luo Xiaoling       | −1           | 12     |
| 16   | GER Anna Knauer        | −1           | 10     |
| 17   | JPN Sakura Tsukagoshi  | −1           | 8      |
| 18   | VEN Angie González     | −1           | 6      |

### Perseguição individual
| Pos. | Ciclista               | Tempo    | Pontos | Geral | Class. geral |
| ---- | ---------------------- | -------- | ------ | ----- | ------------ |
| 1    | GBR Laura Trott        | 3:25.054 | 40     | 78    | 1            |
| 2    | USA Sarah Hammer       | 3:26.988 | 38     | 72    | 2            |
| 3    | BEL Jolien D'Hoore     | 3:30.202 | 36     | 72    | 2            |
| 4    | DEN Amalie Dideriksen  | 3:30.264 | 34     | 62    | 4            |
| 5    | NED Kirsten Wild       | 3:31.941 | 32     | 56    | 8            |
| 6    | NZL Lauren Ellis       | 3:33.221 | 30     | 62    | 4            |
| 7    | AUS Annette Edmondson  | 3:33.818 | 28     | 58    | 7            |
| 8    | CUB Marlies Mejias     | 3:34.034 | 26     | 44    | 9            |
| 9    | CAN Allison Beveridge  | 3:36.938 | 24     | 38    | 12           |
| 10   | BLR Tatsiana Sharakova | 3:37.204 | 22     | 62    | 4            |
| 11   | POL Daria Pikulik      | 3:39.880 | 20     | 42    | 11           |
| 12   | FRA Laurie Berthon     | 3:40.180 | 18     | 44    | 9            |
| 13   | GER Anna Knauer        | 3:42.987 | 16     | 26    | 14           |
| 14   | HKG Diao Xiaojuan      | 3:44.455 | 14     | 34    | 13           |
| 15   | CHN Luo Xiaoling       | 3:45.186 | 12     | 24    | 15           |
| 16   | JPN Sakura Tsukagoshi  | 3:46.842 | 10     | 18    | 16           |
| 17   | VEN Angie González     | 3:47.161 | 8      | 14    | 18           |
| 18   | TPE Hsiao Mei-yu       | 3:58.713 | 6      | 18    | 16           |

### Corrida de eliminação
| Pos. | Ciclista               | Pontos | Geral | Class. geral |
| ---- | ---------------------- | ------ | ----- | ------------ |
| 1    | GBR Laura Trott        | 40     | 118   | 1            |
| 2    | BEL Jolien D'Hoore     | 38     | 110   | 2            |
| 3    | USA Sarah Hammer       | 36     | 108   | 3            |
| 4    | NED Kirsten Wild       | 34     | 90    | 5            |
| 5    | AUS Annette Edmondson  | 32     | 90    | 5            |
| 6    | DEN Amalie Dideriksen  | 30     | 92    | 4            |
| 7    | BLR Tatsiana Sharakova | 28     | 90    | 5            |
| 8    | GER Anna Knauer        | 26     | 52    | 10           |
| 9    | FRA Laurie Berthon     | 24     | 68    | 9            |
| 10   | CHN Luo Xiaoling       | 22     | 46    | 15           |
| 11   | NZL Lauren Ellis       | 20     | 82    | 8            |
| 12   | VEN Angie González     | 18     | 32    | 17           |
| 13   | TPE Hsiao Mei-yu       | 16     | 38    | 16           |
| 14   | HKG Diao Xiaojuan      | 14     | 48    | 14           |
| 15   | CAN Allison Beveridge  | 12     | 50    | 12           |
| 16   | POL Daria Pikulik      | 10     | 52    | 10           |
| 17   | JPN Sakura Tsukagoshi  | 8      | 26    | 18           |
| 18   | CUB Marlies Mejias     | 6      | 50    | 12           |

### Contra o relógio
| Pos. | Ciclista               | Tempo  | Pontos | Geral | Class. geral |
| ---- | ---------------------- | ------ | ------ | ----- | ------------ |
| 1    | AUS Annette Edmondson  | 34.938 | 40     | 130   | 4            |
| 2    | GBR Laura Trott        | 35.253 | 38     | 156   | 1            |
| 3    | FRA Laurie Berthon     | 35.275 | 36     | 104   | 6            |
| 4    | BEL Jolien D'Hoore     | 35.326 | 34     | 144   | 2            |
| 5    | USA Sarah Hammer       | 35.366 | 32     | 140   | 3            |
| 6    | JPN Sakura Tsukagoshi  | 35.625 | 30     | 56    | 17           |
| 7    | TPE Hsiao Mei-yu       | 35.636 | 28     | 66    | 13           |
| 8    | CUB Marlies Mejias     | 35.655 | 26     | 76    | 10           |
| 9    | CAN Allison Beveridge  | 36.247 | 24     | 74    | 12           |
| 10   | GER Anna Knauer        | 36.370 | 22     | 74    | 11           |
| 11   | NZL Lauren Ellis       | 36.427 | 20     | 102   | 7            |
| 12   | VEN Angie González     | 36.535 | 18     | 50    | 18           |
| 13   | NED Kirsten Wild       | 36.562 | 16     | 106   | 5            |
| 14   | POL Daria Pikulik      | 36.690 | 14     | 66    | 14           |
| 15   | CHN Luo Xiaoling       | 36.944 | 12     | 58    | 15           |
| 16   | HKG Diao Xiaojuan      | 36.944 | 10     | 58    | 16           |
| 17   | BLR Tatsiana Sharakova | 37.007 | 8      | 98    | 8            |
| 18   | DEN Amalie Dideriksen  | 38.032 | 6      | 98    | 9            |

### Flying lap
| Pos. | Ciclista               | Tempo  | Pontos | Geral | Class. geral |
| ---- | ---------------------- | ------ | ------ | ----- | ------------ |
| 1    | GBR Laura Trott        | 13.708 | 40     | 196   | 1            |
| 2    | AUS Annette Edmondson  | 13.878 | 38     | 168   | 4            |
| 3    | FRA Laurie Berthon     | 13.903 | 36     | 140   | 5            |
| 4    | NED Kirsten Wild       | 14.023 | 34     | 140   | 5            |
| 5    | USA Sarah Hammer       | 14.081 | 32     | 172   | 2            |
| 6    | CAN Allison Beveridge  | 14.140 | 30     | 104   | 9            |
| 7    | BEL Jolien D'Hoore     | 14.195 | 28     | 172   | 2            |
| 8    | POL Daria Pikulik      | 14.409 | 26     | 92    | 13           |
| 9    | CUB Marlies Mejias     | 14.441 | 24     | 100   | 11           |
| 10   | GER Anna Knauer        | 14.447 | 22     | 96    | 12           |
| 11   | HKG Diao Xiaojuan      | 14.499 | 20     | 78    | 15           |
| 12   | TPE Hsiao Mei-yu       | 14.532 | 18     | 84    | 14           |
| 13   | BLR Tatsiana Sharakova | 14.564 | 16     | 114   | 8            |
| 14   | NZL Lauren Ellis       | 14.574 | 14     | 116   | 7            |
| 15   | JPN Sakura Tsukagoshi  | 14.638 | 12     | 68    | 16           |
| 16   | VEN Angie González     | 14.660 | 10     | 60    | 18           |
| 17   | CHN Luo Xiaoling       | 14.740 | 8      | 66    | 17           |
| 18   | DEN Amalie Dideriksen  | 14.940 | 6      | 104   | 9            |

### Corrida por pontos
| Pos. | Ciclista               | Pontos | Geral | Class. geral |
| ---- | ---------------------- | ------ | ----- | ------------ |
| 1    | DEN Amalie Dideriksen  | 85     | 189   | 5            |
| 2    | NZL Lauren Ellis       | 73     | 189   | 4            |
| 3    | CUB Marlies Mejias     | 73     | 173   | 7            |
| 4    | BLR Tatsiana Sharakova | 50     | 164   | 9            |
| 5    | NED Kirsten Wild       | 43     | 183   | 6            |
| 6    | USA Sarah Hammer       | 34     | 206   | 2            |
| 7    | GBR Laura Trott        | 34     | 230   | 1            |
| 8    | BEL Jolien D'Hoore     | 27     | 199   | 3            |
| 9    | FRA Laurie Berthon     | 23     | 163   | 10           |
| 10   | HKG Diao Xiaojuan      | 22     | 100   | 12           |
| 11   | GER Anna Knauer        | 3      | 99    | 13           |
| 12   | CHN Luo Xiaoling       | 2      | 68    | 15           |
| 13   | VEN Angie González     | 1      | 61    | 18           |
| 14   | JPN Sakura Tsukagoshi  | 0      | 68    | 16           |
| 15   | POL Daria Pikulik      | 0      | 92    | 14           |
| 16   | AUS Annette Edmondson  | 0      | 168   | 8            |
| 17   | CAN Allison Beveridge  | 0      | 104   | 11           |
| 18   | TPE Hsiao Mei-yu       | –20    | 64    | 17           |

### Classificação final
| Pos.              | Ciclista               | SR | PI | CE | CR | FL | CP  | Total |
| ----------------- | ---------------------- | -- | -- | -- | -- | -- | --- | ----- |
| Medalha de ouro   | GBR Laura Trott        | 38 | 40 | 40 | 38 | 40 | 34  | 230   |
| Medalha de prata  | USA Sarah Hammer       | 34 | 38 | 36 | 32 | 32 | 34  | 206   |
| Medalha de bronze | BEL Jolien D'Hoore     | 36 | 36 | 38 | 34 | 28 | 27  | 199   |
| 4                 | NZL Lauren Ellis       | 32 | 30 | 20 | 20 | 14 | 73  | 189   |
| 5                 | DEN Amalie Dideriksen  | 28 | 34 | 30 | 6  | 6  | 85  | 189   |
| 6                 | NED Kirsten Wild       | 24 | 32 | 34 | 16 | 34 | 43  | 183   |
| 7                 | CUB Marlies Mejias     | 18 | 26 | 6  | 26 | 24 | 73  | 173   |
| 8                 | AUS Annette Edmondson  | 30 | 28 | 32 | 40 | 38 | 0   | 168   |
| 9                 | BLR Tatsiana Sharakova | 40 | 22 | 28 | 8  | 16 | 50  | 164   |
| 10                | FRA Laurie Berthon     | 26 | 18 | 24 | 36 | 36 | 23  | 163   |
| 11                | CAN Allison Beveridge  | 14 | 24 | 12 | 24 | 30 | 0   | 104   |
| 12                | HKG Diao Xiaojuan      | 20 | 14 | 14 | 10 | 20 | 22  | 100   |
| 13                | GER Anna Knauer        | 10 | 16 | 26 | 22 | 22 | 3   | 99    |
| 14                | POL Daria Pikulik      | 22 | 20 | 10 | 14 | 26 | 0   | 92    |
| 15                | CHN Luo Xiaoling       | 12 | 12 | 22 | 12 | 8  | 2   | 68    |
| 16                | JPN Sakura Tsukagoshi  | 8  | 10 | 8  | 30 | 12 | 0   | 68    |
| 17                | TPE Hsiao Mei-yu       | 16 | 6  | 16 | 28 | 18 | −20 | 64    |
| 18                | VEN Angie González     | 6  | 8  | 18 | 18 | 10 | 1   | 61    |